# Ассоциация баптистских церквей Чада
Ассоциация баптистских церквей Чада ( фр. Association Tchadienne des Églises baptistes) — баптистская христианская конфессия в Чаде. Штаб-квартира находится в Нджамене, Чад.

## История
Ассоциация берет начало с миссии американской миссии баптистской организации Mid-Missions, которая была основана в 1925 году в Сархе.
В 1930-х годах в Кумре были открыты баптистская больница и Библейский колледж.
В 1964 году ассоциация была официально зарегистрирована.
В 1979 году ассоциация основала молодежную организация «Молодёжь баптистских церквей Чада».